# Jan Dziubiński
Jan Dziubiński (ur. 1 stycznia 1954 w Kraśniku) – polski polityk, działacz sportowy i samorządowiec, w latach 1994–1998 wiceprezydent, a w latach 1998–2010 prezydent Tarnobrzega.

## Życiorys
Ukończył technikum mechaniczne w Kielcach. Został absolwentem studiów na Wydziale Mechanicznym Politechniki Lubelskiej. W latach 80. pracował w spółdzielczości mleczarskiej. Był prezesem Okręgowej Spółdzielni Mleczarskiej w Sandomierzu, a następnie w Tarnobrzegu. Działał też w NSZZ „Solidarność”. Był wybierany do Rady Miasta Tarnobrzega II, III, IV, V, VI i VII kadencji w wyborach samorządowych w: 1994, 1998, 2002, 2006 (kandydował z listy PiS), 2010 (startował jako kandydat z listy KWW Tarnobrzeskie Porozumienie Prawicy) oraz 2014 (ubiegał się o mandat z listy KWW Moje Miasto Tarnobrzeg, otrzymując 355 głosów). W latach 2010–2018 pełnił funkcję wiceprzewodniczącego tarnobrzeskiej Rady Miasta VI oraz VII kadencji.
28 września 1994 został wybrany na wiceprezydenta Tarnobrzega (był nim do 1998). 9 czerwca 1998 objął stanowisko prezydenta tego miasta. Ponownie był wybierany na ten urząd w bezpośrednich wyborach samorządowych w 2002 (w II turze zdobył 7773, co stanowiło 53,98% głosów) i 2006 (w II turze uzyskał 8256 głosów, co przełożyło się na 55,47% poparcia).
Do 2001 pełnił funkcję prezesa KS Siarka Tarnobrzeg. Został oskarżony o to, że w latach 1999–2001, gdy był prezesem klubu sportowego, naruszył prawa pracownicze 210 osób poprzez nieodprowadzanie przez klub do Zakładu Ubezpieczeń Społecznych składek pracowniczych. W 2003 sąd pierwszej instancji uniewinnił go od tego zarzutu, wyrok ten w 2004 został uchylony. Ostatecznie w 2005 Jan Dziubiński został prawomocnie uniewinniony w tej sprawie.
Działał w Porozumieniu Centrum i Porozumieniu Polskich Chrześcijańskich Demokratów. Od 2006 był związany Prawem i Sprawiedliwością (do 2012 pełnił funkcję przewodniczącego klubu PiS w radzie miejskiej). Został również członkiem zarządu Związku Miast Polskich. Współtworzył Polski Klub Infrastruktury Sportowej, był też członkiem rady nadzorczej Tarnobrzeskiej Spółdzielni Mieszkaniowej oraz zastępcą członka Komitetu Regionów. W 2008 wszedł w skład powołanego przez lokalny Klub „Gazety Polskiej” Komitetu Budowy Pomnika mjr. Hieronima Dekutowskiego w Tarnobrzegu.
Pod koniec prezydentury Jana Dziubińskiego (2009) zadłużenie Tarnobrzega wynosiło około 56 milionów złotych. W latach 2004–2009 do miasta trafiło 100 milionów złotych ze środków unijnych. W 2010 doszło do otwarcia Zalewu Machowskiego dla celów rekreacyjnych.
W wyborach samorządowych w 2010 nie uzyskał prezydenckiej reelekcji. W II turze zdobył 6890 głosów i przegrał z bezpartyjnym Norbertem Mastalerzem. Przed wyborami prezydenta RP w tym samym roku został członkiem Podkarpackiego Społecznego Komitetu Poparcia Jarosława Kaczyńskiego.
We wrześniu 2012 został wykluczony z PiS. Wkrótce wstąpił do Solidarnej Polski, zajął się tworzeniem jej struktur w Tarnobrzegu oraz w powiecie tarnobrzeskim, wszedł też w skład jej władz krajowych. Z ramienia tego ugrupowania bezskutecznie kandydował w wyborach do Parlamentu Europejskiego w 2014 (otrzymał 860 głosów). W 2014 popierał kandydaturę Grzegorza Kiełba na urząd prezydenta Tarnobrzega.
Od kwietnia do sierpnia 2016 pełnił funkcję prezesa Tarnobrzeskiego Banku Żywności. W wyborach samorządowych w 2018 jako kandydat Solidarnej Polski został wybrany z listy PiS na radnego Sejmiku Województwa Podkarpackiego VI kadencji (otrzymał 9538 głosów). W sejmiku został członkiem Komisji Gospodarki i Infrastruktury oraz Komisji Współpracy z Zagranicą, Turystyki i Promocji. W 2019 wszedł w skład Rady Społecznej przy Wojewódzkim Szpitalu im. Zofii z Zamoyskich Tarnowskiej w Tarnobrzegu.

## Odznaczenia i wyróżnienia
- Krzyż Kawalerski Orderu Odrodzenia Polski (2009)[36][37]
- Odznaka Honorowa za Zasługi dla Związku Sybiraków (2010)[38]
- Brązowy Medal za Zasługi dla Policji[39]
- Srebrna Odznaka Honorowa Podkarpackiego Stowarzyszenia Samorządów Terytorialnych[40]
- Zasłużony Tarnobrzeżanin (2012, odmówił przyjęcia)[41]
- Podkarpacka Nagroda Samorządowa (2007)[42]
- Laureat ogólnopolskiego konkursu „Firma na Medal” i „Budowniczy Polskiego Sportu” w kategorii „inwestor obiektów sportowych” (2004)[43]

## Życie prywatne
Żonaty z Bogumiłą. Ma troje dzieci (dwie córki i syna).
Autor publikacji Bezpieczeństwo lokalne w opiniach mieszkańców Tarnobrzega (2007).